# Семёнов, Иван Семёнович (архитектор)
Ива́н Семёнович Семёнов (?—1865) — архитектор, академик и профессор Императорской Академии художеств.

## Биография
Крепостной графа А. А. Аракчеева. Воспитанник Императорской Академии художеств (1811–1817), уволен по прошению его «владельца» графа Аракчеева. Получил медали Академии художеств: малая серебряная (1816), большая серебряная (1817). Получил от Академии художеств звание классного художника с правом на чин XIV класса (1843). Звание академика (1844) за «проект дома для полицейского управления». Звание профессора (1859) за «проект кавалерийской казармы на 600 человек».
Среди работ: проект дома для полицейского управления (1844), переделка интерьеров и иконостаса в церкви Воскресения Христова в доме Н. В. Воейкова (1864), проект кавалерийской казармы на 600 человек.